# 숭현여학교 여자 정구단
숭현여학교 여자 정구단(崇賢女學校女子庭球團)은 일제강점기 조선 평안남도 평양부에 있었던 정구 선수단이다. 숭현여학교가 운영했던 U-18 여자 정구단이며, 1925년 이전에 창단되었고 1925년 이후에 해단되었다.

## 시즌별 성적

### 개인
| 시즌 | 대회                          | 선수          | 종목      | 참가 | 경기 | 승 | 무 | 패 | 순위    |
| ---- | ----------------------------- | ------------- | --------- | ---- | ---- | -- | -- | -- | ------- |
| 1925 | 관서체육회 전조선여자정구대회 | 고화백-김견신 | 여자 복식 |      |      |    |    | 1  | 4강     |
| 1925 | 관서체육회 전조선여자정구대회 | 김순덕-김인식 | 여자 복식 |      |      |    |    | 1  | 4강     |
| 1925 | 관서체육회 전조선여자정구대회 | 김찬신-선우찬 | 여자 복식 |      |      |    |    | 1  | 2라운드 |
| 1925 | 관서체육회 전조선여자정구대회 | 유경숙-차선만 | 여자 복식 |      | 1    | 0  | 0  | 1  | 1라운드 |
| 1925 | 관서체육회 전조선여자정구대회 | □신원-김□주   | 여자 복식 |      |      |    |    | 1  | 2라운드 |

## 참고 문헌
- “스포츠지원포털 등록 현황”. 대한체육회.
- “대한체육회 국내종합경기대회”. 대한체육회.
- 《대한체육회 50년》. 대한체육회. 1970. 2020년 11월 8일에 원본 문서에서 보존된 문서. 2022년 11월 5일에 확인함.
- 《대한체육회 70년사》. 대한체육회. 1990. 2020년 11월 8일에 원본 문서에서 보존된 문서. 2022년 11월 5일에 확인함.
- 《대한체육회 90년사》. 대한체육회. 2011. 2020년 11월 8일에 원본 문서에서 보존된 문서. 2022년 11월 5일에 확인함.
- 대한체육회 100주년 기념사업부 (2020). 《대한민국 체육 100년》. 대한체육회. 2023년 9월 21일에 원본 문서에서 보존된 문서. 2024년 5월 20일에 확인함.